# Universität Split

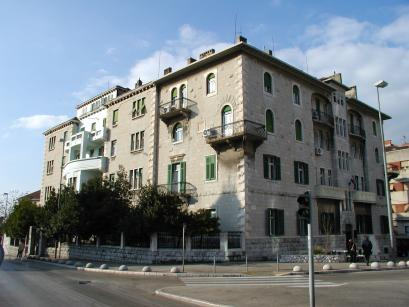
Hauptgebäude der Universität Split

Die Universität Split (kroatisch: Sveučilište u Splitu; lat.: Universitas Studiorum Spalatanensis) ist eine 1974 gegründete staatliche Universität in der kroatischen Hafenstadt Split. Die Universität Split ist wie viele andere Universitäten in Südeuropa stark am Wachsen; die 2006 fertiggestellte neue Universitätsbibliothek Split, entworfen vom kroatischen Architekten Jurica Jelavič, birgt auf einer Gesamtfläche von 8600 m² unter anderem einen 500 Leseplätze fassenden unterirdischen Lesesaal.

## Fakultäten
Es gibt 11 Fakultäten:
- Naturwissenschaftliche Fakultät
- Fakultät für Chemietechnik
- Fakultät für Elektrotechnik, Maschinenbau und Schiffbau
- Fakultät für Katholische Theologie
- Fakultät für Maschinenbau
- Fakultät für Medizin
- Fakultät für Ozeanographie
- Fakultät für Philosophie
- Fakultät für Seetechnik
- Fakultät für Wirtschaftswissenschaften, Wirtschaft und Tourismus
- Kunstakademie Split

Zudem gibt es im Ort die Marinehochschule Split und die Hochschule in Split.

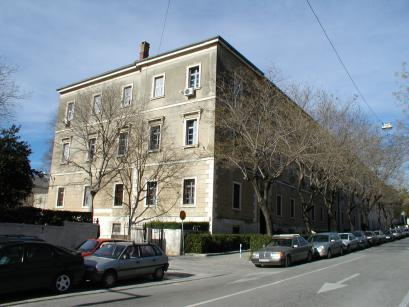
Katholisch-Theolog. Fakultät
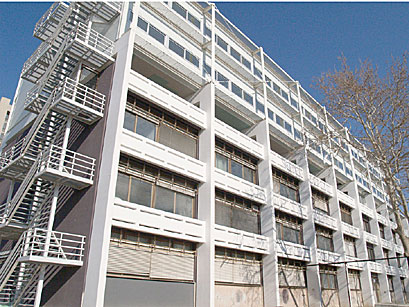
Medizinische Fakultät
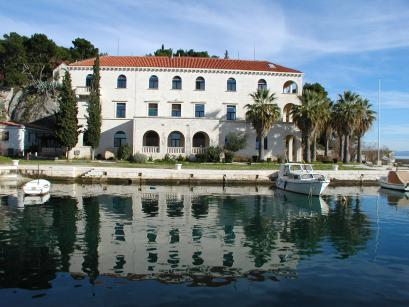
Ozeanographische Fakultät
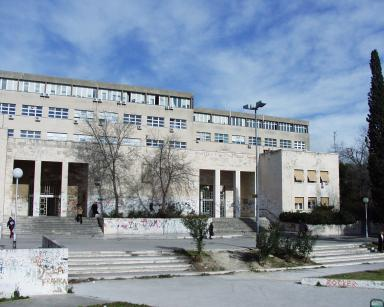
Philosophische Fakultät
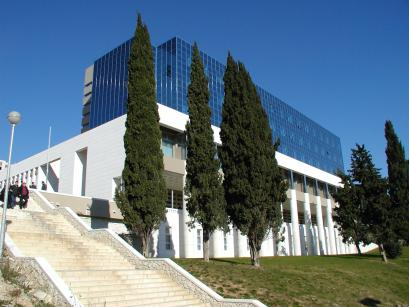
Wirtschaftswiss. Fakultät